# Тил Линдеман
Тил Линдеман (на немски: Till Lindemann) е германски музикант, участващ в групата Rammstein.

## Биография
Роден е на 4 януари 1963 г. в Лайпциг, но прекарва детството си в село Вендиш-Рамбов и в Шверин. Баща му е известен детски писател и художник в ГДР (умира след развод с майка му през 1993 г.), а майка му е журналистка.
Музикалната му кариера започва в групата „Фърст Арш“, където Тил е барабанист и беквокал. Срещата му с Рихард Круспе е началото на пътя му с Рамщайн. Тил Линдеман е основният текстописец на групата.
Има силно сценично присъствие и плътен басов глас. Един от неговите номера е да клекне, да свие юмрук и да започне да бие по коляното си като ковач. Основен отличителен белег е провлаченото му „Р“ и гърленото „Х“, например в „ах“ (на немски „ach“).
Харесва Крис Айзък, Мерилин Менсън, Жан Мишел Жар, „Танджърин Дрийм“, Майк Олдфилд, „Ministry“, „Nine Inch Nails“, „Type O Negative“, Placebo, „Black Sabbath“, „Deep Purple“ и джаз. Той казва: „За мен „Kraftwerk“ е първата истинска група в Германия.“
Дупчил лявото си ухо 2 пъти, но не е носил обеци от дълго време. Може да се видят 2 дупки на ухото му в повечето клипове и снимки. В последния клип към сингъла Ich Tu Dir Weh от 2009 година се забелязват и нови пиърсинги – Тил има 2 обеци на лявата си вежда. Има и пиърсинг на носа, намиращ се в областта между двете ноздри.
Линдеман свири на барабани, китара и бас китара. В живото изпълнение на песента LOS, Тил „свири“ на хармоника, но не наистина, просто клавиристът, Кристиан „Флаке“ Лоренц, свири на кийборда си.
Линдеман е определян като атеист.
Има 2 дъщери от различни бракове, първата е отгледал сам от 22-рата си годишнина за няколко години. Има и внук.

## Други изяви
Освен с музика той се занимава и с друго – поезия, киноактьорство и пр.
През 2002 г. издава стихосбирката си Messer, а през 2013 г. – втората си стихосбирка „В тихите нощи“. В текстовете на песните на „Рамщайн“, написани от него, могат да се открият препратки и влияние на Бертолд Брехт, Патрик Зюскинд и други.
Играе отрицателен герой в детския телевизионен филм Amundsen der pinguin, където неговият герой трябва да открадне пингвин, който знае местонахождението на скрито съкровище. Също така играе и ролята на активист за правата на животните във филма Vinzent. За кратко се появява и във филма Трите хикса (2002) заедно с останалите от Рамщайн, както и във френския филм от 1999 Pola X.
Появява се в много саундтракове на филми като: Трите хикса, Заразно зло, Заразно зло: Апокалипсис, Мортал Комбат: Анихилация, Изгубената магистрала, Матрицата и много други.
Преди да започне да се занимава с музика, е тренирал активно плуване и дори е европейски вицешампион за младежи. След като прекратява спортната си дейност, работи като уредник на галерия, дърводелец и плетач на кошници.
Справя се с пиротехника. След инцидент на Трептов арена в Берлин на 27 септември 1996 г., когато горяща част от сцената пада върху публиката, „Рамщайн“ започват да наемат професионални пиротехници, а Линдеман се учи и практикува с тях. Всеки член на групата е специално инструктиран за частите от пиротехниката, които ще използва на сцената.
На 1 юни 2021 излиза сингъл "Ich hasse Kinder" и клип към него. 